# Terebra ligata
Terebra ligata é uma espécie de gastrópode do gênero Terebra, pertencente a família Terebridae.